# 생생 매거진 오늘
생생 매거진 오늘은 KBS대구 1라디오에서 방송되는 시사교양 프로그램이다.

## 진행
- 박은정 아나운서

## 역대 방송시간
| 방송 채널       | 방송 기간                         | 방송 시간                    |
| --------------- | --------------------------------- | ---------------------------- |
| KBS대구 1라디오 | 2017년 1월 2일 ~ 2020년 1월 31일  | 평일 오전 11:10 ~ 오전 11:40 |
| KBS대구 1라디오 | 2020년 2월 3일 ~ 2021년 9월 24일  | 평일 오전 11:05 ~ 오전 11:40 |
| KBS대구 1라디오 | 2021년 9월 27일 ~ 2024년 2월 16일 | 평일 오전 11:05 ~ 오전 11:58 |
| KBS대구 1라디오 | 2025년 4월 7일 ~ 현재             | 평일 오전 11:05 ~ 오전 11:58 |
| KBS대구 1라디오 | 2024년 2월 19일 ~ 2025년 4월 4일  | 평일 오전 11:30 ~ 오전 11:58 |